# Besdolus illyricus
Besdolus illyricus är en bäcksländeart som beskrevs av Kovács och Peter Zwick 2008. Besdolus illyricus ingår i släktet Besdolus och familjen rovbäcksländor. Inga underarter finns listade i Catalogue of Life.